# 格雷戈爾·吉西
格雷戈爾·弗洛里安·吉西（德語：Gregor Florian Gysi，發音：[ˈɡʁeːɡoːɐ̯ ˈɡiːzi]；1948年1月16日—），德國政治人物、律師。1989年12月，他出任東德執政黨德國統一社會黨的主席；1990年2月，德国統一社會黨改名為民主社會主義黨（簡稱民社黨），他成爲該黨的第一任主席。后来，又担任左翼党联邦议院党团主席。

## 家庭背景
1948年，吉西出生在柏林市蘇聯占領區，該城區後來劃爲東柏林，他的祖母具有猶太人血統，曾祖母有著俄國貴族血統。他的祖父輩們是共產主義運動的擁戴者，他的父親克勞斯·吉西於1931年加入了德國共產黨，在二戰結束後作爲前東德的官員曾出任駐外大使，擔任過文化部長以及教育部門負責人等職位。他的姐姐加布里埃莱·居西是電影演員。他的舅父戈特弗里德·萊辛曾一度與英國女作家多麗絲·莱辛結婚（後者於2007年獲得諾貝爾文學獎）。

## 前東德時代
吉西於1966年獲得德國一般大學入學資格，畢業於畜產職業高中之後，進入柏林大學法學係，1969年，在校期間，他加入德國統一社會黨。1970年大學畢業。1971年開始從事律師職業，在當時的東德，他是少數願意為東德持不同政見者以及希望投奔西方的東德人擔任辯護律師者之一，他所爲之辯護的人當中包括：魯道夫·巴赫羅、羅伯特·海夫曼、烏莉克·波佩、巴貝爾·博雷等人。1976年，他獲得法學博士稱学位。1988年，他擔任柏林律師協會以及東德律師協會的主席。1989年，作为律师帮助反對派組織“新論壇”建立。

## 政治生涯

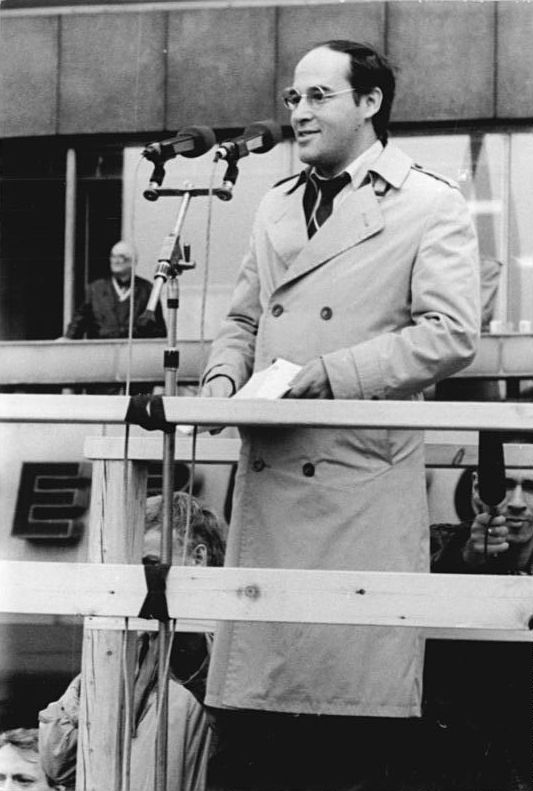
1989年11月4日吉西在柏林亞歷山大廣場集會上發表演講

### 東歐民主化期間
1989年，在東歐民主化浪潮的衝擊之下，東德各地發生了反對現政權的集會和游行。在這股民主化浪潮中，律師出身的吉西以其能言善辯的出色演講嶄露頭角，吉西提出的要求修改相關旅行法律的訴求引起了公衆的注目。1989年11月4日在柏林的亞歷山大廣場舉行的50萬人集會上，吉西面對公衆向政府提出了修改選舉法以及設立憲法仲裁院的要求。
1989年10月，德国統一社會黨總書記埃里希·昂纳克退出政壇之後，埃贡·克伦茨接任總書記。與克倫茨和沙博夫斯基等高層決策者相比，當時的吉西尚置身於政權中樞之外，但是由於他在民主化運動中備受矚目，因此他得以出席12月3日舉行的德國統一社會黨的臨時黨大會，在臨時黨大會上，在各方壓力之下，克倫茨和其他的政治局委員全體辭職，中央委員會也宣佈解散。這次大會使統一社會黨得以徹底大換血，取而代之的是以吉西為代表的銳意改革之士進入到了統一社會黨的決策圈，他們當中包括曾經遭受到東德當局打壓的作家斯蒂芬·海姆、克里斯塔·沃爾夫以及不同政見者律師的魯道夫·巴赫羅等。12月9日吉西被推選為改組後的黨主席，漢斯·莫德羅為副主席和兼任東德政府總理。在作爲黨主席的第一次演講中，吉西承認，德國統一社會黨把國家帶入了毀滅，他宣稱，該黨需要采納一種全新的社會主義模式。12月16日，作爲解散統一社會黨和成立新政黨的過渡，臨時黨名爲“德国统一社会党—民主社会主义党”。
1990年2月，作爲執政黨的新黨名正式稱爲“民主社會主義黨”（簡稱民社黨），以示與統一社會黨做出歷史訣別。1990年3月在東德首次舉行的自由大選中，格雷戈爾·吉西率領改組後的民社黨參選。選舉結果，在議會總共400個席位中，民社黨以16.4%（66席）的得票率敗選，而以洛塔爾·德梅齊埃為代表的基督教民主聯盟以40.8%（163席）的得票率贏得大選成爲執政黨，但是吉西本人當選爲東德國民議會議員。
東德大選的結果加快了兩德統一的步伐，競選失敗而下野的民社黨領導人吉西則要求西德政府根據於1949年制定的《德意志聯邦共和國基本法》第146條來實現兩國的統一，而不是西德吞并東德的單方面統一，基本法第146條寫明：“在完成德國之統一與自由後適用於全體德意志人民之基本法，於德意志人民依其自由決定制定之憲法生效時失其效力 ”。

### 兩德統一後
1990年10月3日兩德統一後，他作爲議員繼續留在新組建的德國聯邦議會。直到1993年1月31日，他一直作爲民社黨的領袖從事政治活動，後來因爲涉嫌他曾經為前東德情報機關史塔西做過綫人而遭到調查。1997年他離開了民社黨執委會。2001年他當選爲柏林市議會議員，同年，在柏林市市長選舉中，以克勞斯·沃韋賴特為黨首的德國社會民主黨（SPD）與民社黨聯合組閣獲勝，在内閣中，吉西負責經濟和保障勞工婦女權益方面的工作，後來因爲將因公出差纍積的航空公司飛行里程積分用作私用被曝光而受到了指責，於是他爲此於2002年7月辭去了公職重操律師舊業。

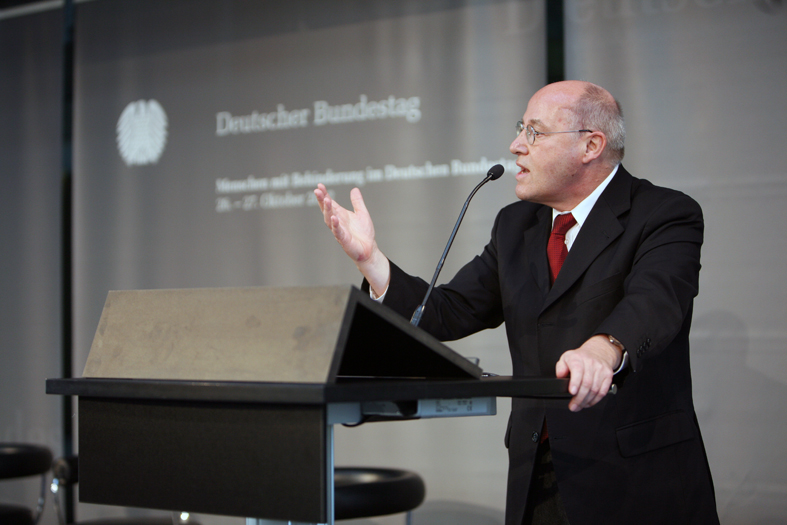
2012年10月格雷戈爾·吉西在聯邦議會討論關於殘疾人議題上發言

2005年吉西重返政壇，他作爲民主社會主義黨（PDS）的候選人參選聯邦議會議員，并在柏林特雷普托-克珀尼克選區中擊敗社會民主黨的競選人而當選。在這次選舉中，吉西與退出社會民主黨的奥斯卡·拉方丹新創建的勞動和社会公正－選舉替代的左翼政黨聯合，以8.7%的得票率獲得了54個議席，超過了聯合執政黨中的綠黨而躍升為德國第四政黨。2007年6月16日兩黨正式合并成爲一個新的左翼黨。
2009年在德國議會選舉中，吉西以小幅得票率在小選舉區當選。10月拉方丹辭去了黨主席之後，吉西成爲獨挑大梁的左翼黨領袖。2013年在德國聯邦議會選舉中再次當選為國會議員，在此次大選中德國基督教民主聯盟與德國社會民主黨組成了大聯盟内閣，吉西所領導的政黨則成爲了最大的在野黨。由於他與左翼政黨議員在2012年1月被聯邦憲法保衛局所監視一事曝光，此事受到了所有議會議員的譴責，於是2014年對他們的監視撤銷，並根據科隆行政法院的命令銷毀了一切關於吉西的文件。
2015年6月，吉西表示不再連任黨主席，10月的黨大會上迪特馬·巴茨赫與莎拉·瓦根克内希特兩人被選爲黨主席。在2017年德國聯邦議院選舉中，爲了避開比例代表區重複選舉，吉西在單獨小選區的選舉中獲選。
- 2013年-2018年期間在德國議會發言的視頻片段 （页面存档备份，存于）

### 政治理念
吉西所主張的平等、公正的社會主義理念始終如一地貫穿在他的政治活動中。他認爲：以蘇聯和東德為代表的國家社會主義模式国家的消亡，根本原因在於這種社會主義模式無法為人民提供更爲充裕安康的生活，無法滿足民衆的自由民主意願的表達。......他認爲資本主義制度也無法保障人民康裕的生活和民主意願的表達。作爲左翼黨與同屬左翼的德國社會黨與綠黨之間在德國議會和歐洲議會層面，既有合作又有明顯區別......吉西認爲，國家社會主義模式的失敗并不意味著資本主義必然會對社會保障體系的完善、生態狀況的改造、平等國際關係能做出更多的貢獻，真正解決上述國内國際問題的根本原則應是在“無階級社會中，每個個體的自由，是其他個體自由和全面發展的前提和條件”。
2018年12月31日他在個人Twitter中寫道：
|  | 我希望富人最終能盡自己的一份力量，讓事情變得更加公平。只有這樣，我們才能減輕支付一切費用的中產階級的負擔。窮人做不到。而富人卻在逃避。不能讓這種情況再繼續下去……。（Ich wünsche mir, dass die Reichen endlich mal ihren Beitrag leisten, damit es gerechter zugeht. Dann erst können wir die Mitte entlasten, die alles bezahlt. Die Armen können es nicht. Und die Reichen drücken sich davor. Das darf so nicht bleiben.……） |

## 關於涉嫌與史塔西的合作
1992年曾經擔任過東德時代的律師指控吉西是為史塔西效力的綫人。1995年漢堡地方法院的判決駁回了指控，但是1996年控告再度被提起。於是這次吉西所屬的聯邦議會組成了調查委會參與了調查，並停止了他不受逮捕的特權。1998年5月，聯邦議會的調查委員會做出了結論，指出吉西在1975年至1989年期間以各種匿名尤其是以“IM證人”的匿名，與史塔西進行了合作，利用他的自由派律師為掩護，將不同政見者的信息提供給史塔西。
但是該報告書并不具有罷免或限制吉西議員資格的效力，而吉西也不承認該報告的結論，由於證據和手續都不完備，民社黨與聯合政黨自由民主黨（FDP）也沒有為該報告投贊成票。吉西承認曾經與前東德的檢查機關和統一社會黨中央委員會有過接觸，但那是爲了辯護人的權利而與當時的行政當局進行溝通，并且反復强調自己并非報告中出現的“IM證人”。他并沒有因此而辭去議員，並在1998年10月的聯邦議會選舉中再次當選。1998年漢堡地方法院以沒有得到證實爲由，禁止《明鏡》周刊再度發表吉西以“IM證人”的匿名為史塔西工作的類似報道。
之後，這個話題被數度炒作，漢堡地方檢察院也進行了調查，2016年6月漢堡地方法院以證據不足爲由不再受理此案。

## 個人生活
吉西的前妻安德烈埃·吉西也是一位政治家和律師，二人於2013年離異，兩人之間生有兩子，此外還有一個養子。